# Edda
Edda là những câu chuyện dân gian (thường được thuật lại dưới dạng thơ) có nội dung liên quan đến thần thoại Bắc Âu hoặc những anh hùng Bắc Âu. Những câu chuyện này chỉ là một phần nhỏ của văn học truyền miệng Bắc Âu mà tinh hoa là những tác phẩm của những nhà thơ mà cũng là cố vấn hay chiến binh của các vua hay các thủ lĩnh bộ tộc (tiếng Bắc Âu gọi là skald). Chúng được các học giả (phần lớn là người Thiên chúa giáo) ghi chép lại trước khi bị thất truyền.